# I Want to Hold Your Hand
Az I Want to Hold Your Hand a The Beatles együttes dala, ami 1963-ban kislemezre került (B-oldalán a This Boy volt). A dalt John Lennon és Paul McCartney írta. 
Ez volt az első lemezük, mely a tengerentúlon a toplisták élén volt (köztük a Billboard Hot 100-on) és ez indította el a brit inváziót az amerikai zeneiparban. A dal még 7 hétig vezette az amerikai kislemezlistát, mielőtt a She Loves You letaszította volna. Ez volt az együttes legkelendőbb kislemeze, világszerte 12 millió példányban kelt el. A Billboard magazin a Hot 100 listájának minden idők legjobbjai között a 48. helyet kapta 2018-ban. Az 1960-as években ez volt a második legkelendőbb lemez a brit piacon a She Loves You után.

## A dal keletkezése
A dalt Lennon és McCartney Jane Asher házában (57 Wimpole Street) írták, miután a She Loves You slágerlistákon elért helyezést követően szabadságot vettek ki. A dallal elsődleges szándékuk az volt, hogy betörjenek az amerikai piacra. Addig az együttes dalait több kisebb lemezkaidó (Swan Records, Decca Records, Vee-Jay Records stb.) adta ki kislemezen és egy albumon.Ezzel kapcsolatban így emlékezett vissza az együttes dobosa, Ringo Starr: "Közülünk egyedül George járt már ott korábban is. Amikor ott volt bement egy csomó lemezboltba és rákérdezett, kaphatóak-e a lemezeink. Addigra már három kislemezünket jelentette meg ott a Vee-Jay és a Swan, de nemigen fogytak, sőt nem is igen hallottak rólunk."
Emiatt a menedzserük, Brian Epstein azt kérte az együttes tagjaitól, hogy Amerikára fókuszálva írják a legújabb dalukat. Ezt később George Martin producer azzal cáfolta, hogy a stúdióban nem került szóba, de kulcsfontosságú volt, hogy addig ne turnézzon a tengerentúlon az együttes, amíg nincs egy sikeres kislemezük.
A dalhoz egy különleges akkordot is sikerült eljátszaniuk, melyre Lennon így emlékezett vissza: "Jane Asherék pincéjében ültünk, négykezest játszottunk a zongorán, és odáig jutottunk el, hogy "igen, be-hen-ed... megvan az a valami", amikor Paul leütötte valahogy azt az akkordot, mire rögtön feléje fordultam: Na, ez az! Mi volt ez? Ezt üsd le mégegyszer! Akkoriban még így komponáltunk, ütemről, ütemre közösen építettük fel a dalokat." McCartney úgy jellemezte a dal megírását, hogy Lennon és ő "szemem középből a szeme középbe" dolgoztak.

## Rögzítése
A dalt 1963. október 17-én, négy nappal a Saturday Night At The London Palladium szereplését követően vették fel. A második felvétel során kezdte el a dal a végleges formáját elnyerni: a rock and roll ritmuselemeket elhagyták, helyette arpeggiókat játszott Lennon. A dal a középrész utolsó ütemével indul, így késleltetve a tonika megérkezését. A döngölő ismétlés és előrehozott hangsúly erősíti a dallamot, amelyet a két negyeddel hamarabb kezdődő ének (Oh...yeah) is rásegít. A dal lezárásánál 3/8-os ütemet alkalmaznak. Ez volt az első alkalom az Abbey Road stúdió felvételi munkái alatt, hogy egy dalnál négysávos magnón keresztül vettek fel. Ezzel ez lett az első sztereó hangzású Beatles-dal.

### Komm, gib mir deine Hand
A német Odeon Kiadó vezetőségének az volt a meggyőződése, hogy a Beatles listavezető dalai akkor lesznek sikeresek az NSZK-ban, ha német nyelvre is lefordítják és az együttes ezt felénekli. Az EMI német leányvállalatának, az Electrola Gesselschaft-nak vezetői Camille Jean Nicolas Felgen luxemburgi énekes, műfordító segítségével lefordították a dalt, Komm, gib mir deine Hand címmel (a szövegfordító Jean Nicolas álnéven szerepelt a lemez borítóján). 1964. január 27-ére, a párizsi turné alatt George Martin az együttes számára kibérelte a Pathé Marconi stúdiót. Az együttes tagjainak nem volt szándékukban felénekelni semmit német nyelven, ezért Jane Asher társaságában tüntetőleg teadélutánt tartott. Két nappal később azonban mégis beadták a derekukat és felénekelték a dal német kiadását.
A dalhoz (a She Loves You-val ellentétben) az 1963-ban rögzített kétsávos zenei alap szalagjai megmaradtak, amelyhez már csak a vokált kellett újra rögzíteni.
A dal később hallható a 2019-es Jojo Nyuszi nyitányában.

## Megjelenése

### Nagy - Britannia
A brit piacon 1963. november 29-én jelent meg a dal kislemez formátumban. Ez volt az együttes első karácsonyi slágere, melyre egymillió előjegyzés érkezett. A dal hat hétig vezette a brit kislemez listát.

### Amerikai Egyesült Államok
Amerikában az együttes híre ez év novemberében kezdett el terjedni. Azonban az amerikai sajtóban mindent beárnyékolt John F. Keneddy elnök gyilkossága és csak december 10-én vetítették le újra a CBS New Morning News műsorban Walter Cronkite interjúját a Beatlemániáról. A WWDC kereskedelmi rádió egy rajongói kérésre elkezdte lejátszani az együttes dalát december 17-től kezdve. 
A Capitol Records Epstein nyomására a kislemez a január végi tervezett megjelenés helyett előrehozta a dátumot december 26-ra. A dal hisztériát váltott ki és átformálta az amerikai zenei életet.
Ezt Harrison később így jellemezte a jelenséget: "Tudtuk, hogy nagyobb esélye lesz a dalainknak Amerikában, ha a Capitol forgalmazza őket. [...] Na és tegyük hozzá, hogy az "I Want To Hold Your Hand" tényleg dögös kis szám volt."
A dal február elsején állt az amerikai kislemez lista élére és azt március 21-ig (hét héten át) őrizte, amíg a She Loves You át nem vette. Ez lett a leggyorsabban fogyó kislemez a Hound Dog óta, és Elvis több eladási, listavezetési rekordját megdöntötte. Március 6-ig bezárólag a kislemezből 3,5 millió példány kelt el Amerikában. A kislemez hatására jelent meg az amerikai kiadású Meet The Beatles album is.

### A Komm, gib mir deine Hand-változat
A dal német változata 1964. március 5-én jelent meg az NSZK-ban, ahol a slágerlisták élén volt.
Amerikában e a változat először 1964. július 20-án jelent meg a Something New albumon.

### Albumokon való megjelenés
A dal az együttes később kiadott válogatásalbumain is megjelent, köztük:
- Az 1973-ban megjelent 1962–1966
- Az 1988-ban kiadott Past Masters albumon (melyen a német változat is helyet kapott)
- és a 2000-es kiadású 1 albumon.

Az 1995-ös Anthology 1 albumon a dalból egy élő változata került fel, melyet 1963. december 2-án adtak elő a londoni BBC Elstree Centre-ben.

## Élőben
A dal az együttes 1963-as és 1964-es koncertturnéjain állandó programrésze volt. Az amerikai képernyőkön 1964. február 16-éán debütált a The Ed Sullivan Show-ban.

## Közreműködött
Ian Macdonald szerint:

### The Beatles
- John Lennon – ének, ritmusgitár, taps
- Paul McCartney – ének, basszusgitár, taps
- George Harrison – vokál, szólógitár, taps
- Ringo Starr – dob, taps